# Бекторе, Шевки
Шевки́ Бекторе́ (крымскотат. Şevqiy Bektöre, Шевкъий Бектёре, тур. Şevki Bektöre; 1888, Кавлаклар/Констанца, Румыния — 18 декабря 1961, Стамбул, Турция) — крымскотатарский писатель, поэт, филолог и педагог, создатель первых крымскотатарского и туркменского алфавитов на основе арабской графики.

## Биография
Родился в семье учителя в 1888 году в деревне Каваклар (ныне известна как Чирногени/Плопени), в Добрудже. Тогда этот регион принадлежал Королевству Румыния (с 1420 по 1878 он был в составе Османской империи). 
Когда Шевки Бекторе было 5 лет, его семья переехала в Турцию в деревню Кара-Кая около Анкары. Чтобы продолжить образование, Шевки Бекторе перебрался в Стамбул.
В 1912 году, будучи студентом факультета религии, он добровольцем отправился на войну на Балканах. 
Затем переселился в Российскую империю, в Крым.
Вместе с женой Амиде преподавал в Крымском татарском (Тотайкойском) педагогическом техникуме и исполнял обязанности заместителя директора техникума до отъезда в 1925 году в Дагестан. В 1926 году участвовал в Тюркологическом съезде в Баку.
Работал в педагогическом техникуме в городе Темир-Хан-Шура (Дагестан), в 1926 году переселился в Ашхабад, где был заведующим учебной частью Ашхабадского педагогического техникума.
В 1932 году был арестован по обвинению в «национализме» и приговорен к 10 годам заключения.
После освобождения до 1948 года жил в Янгиюле (Узбекистан). 17 декабря 1948 был вновь арестован и затем сослан в село Большая Мурта Красноярского края. 
В 1956 году при содействии посольства Турции и по ходатайству семьи был освобожден из ссылки, после чего эмигрировал в Турцию.